# Mikail Maden
Mikail Maden (* 17. Januar 2002 in Bergen) ist ein norwegischer Fußballspieler. Er ist ein offensiver Mittelfeldspieler und in Dänemark bei Esbjerg fB aktiv.

## Karriere

### Verein
Maden wechselte im Februar 2020 von Brann Bergen nach Deutschland in das Nachwuchsleistungszentrum des FC Schalke 04. Beim Brann Bergen war er bereits zwischen 2018 und 2019 in der zweiten Mannschaft aufgelaufen, bei der er 15 Punktspiele absolviert und zwei Tore geschossen hatte. Bei den Schalkern zählte Maden bis zum Ende der Saison 2019/20 zu den A-Junioren (U19), für die er drei Spiele in der A-Junioren-Bundesliga bestritt, ehe die Saison aufgrund der COVID-19-Pandemie abgebrochen wurde. 
In der Saison 2020/21, seiner letzten Spielzeit bei den Junioren, lief er zunächst weiterhin für die U19 der Königsblauen auf, stand aber bereits in einem Spiel der zweiten Mannschaft in der viertklassigen Regionalliga West im Spieltagskader, ohne jedoch eingewechselt zu werden. Die A-Junioren-Bundesliga musste derweil ab November 2020 aufgrund der Corona-Pandemie erneut unterbrochen werden. Am 13. März 2021 debütierte der 19-Jährige für die Profimannschaft in der Bundesliga, als er bei der 0:5-Niederlage am 25. Spieltag beim VfL Wolfsburg, dem ersten Spiel unter Dimitrios Grammozis, dem fünften Cheftrainer in der laufenden Saison, kurz vor dem Spielende eingewechselt wurde. Bis zum Saisonende folgte kein weiterer Einsatz für die Profimannschaft mehr und der FC Schalke 04 stieg als abgeschlagener Tabellenletzter in die 2. Bundesliga ab. Der Mittelfeldspieler spielte daneben einmal in der Regionalliga West.
In der Saison 2021/22 stand Maden nicht mehr im Profikader, sondern gehört der zweiten Mannschaft an.
Im August 2022 wechselte Maden zum norwegischen Erstligisten Fredrikstad FK. Im Februar 2024 folgte ein weiterer Wechsel zum dänischen Klub Esbjerg fB.

### Nationalmannschaft
Im Jahr 2017 absolvierte Maden zwei Spiele für die norwegische U15-Nationalmannschaft. 2018 kam er für die U16-Nationalmannschaft der Norweger zum Einsatz und lief dabei in elf Partien auf. Zuletzt gehörte Maden dem Kader der U17-Nationalmannschaft an, dabei spielte er im Jahr 2019 in sechs Partien.